# José María Otero de Navascués
José María Otero de Navascués (16 de març de 1907, Madrid - 9 de març de 1983, Madrid), marquès d'Hermosilla, va ser un físic i miliar espanyol especialitzat en el camp de l'òptica.
Va realitzar importants estudis en òptica geomètrica, física, fisiologia i energia nuclear. El 1942 va descobrir la miopia nocturna augmentant la visió en prismàtics i telescopis en un 66%. D'altra banda, Otero pot considerar-se com el pare de l'energia nuclear a Espanya, ja que va ser president de la Junta d'Energia Nuclear des de 1958 fins a 1974. Durant aquest període es va crear el primer reactor espanyol, el reactor de la Moncloa (1958) i el 1969 la primera central nuclear espanyola, la José Cabrera. El 1965 va ser nomenat president de la Societat Europea d'Energia Atòmica i en el 1968 president de l'Oficina Internacional de Pesos i Mesures. El 1968 va ser nomenat governador de l'Organisme Internacional d'Energia Atòmica (OIEA).

## Biografia

### Primers passos
Otero va ingressar en l'Acadèmia d'Artilleria de l'Armada als quinze anys i va ser nomenat tinent del cos el 1928, com a número u de la seva promoció. La Junta per a l'Ampliació d'Estudis li va permetre continuar la seva formació a l'Institut Politècnic de Zuric i després en l'Institut d'Òptica de Berlín, on va romandre fins a 1932.
El 1935 va ser destinat als Serveis Tècnics Industrials d'Artilleria de l'Armada. Durant la Guerra Civil es va refugiar en el Consolat de Noruega sense prendre partit, la qual cosa posteriorment li causaria algun problema. En aquest període va conèixer María Teresa Domínguez Aguado, amb qui es va casar el 5 d'agost de 1939. Després de la Guerra, va ser nomenat cap del Laboratori d'Òptica de l'Armada. Va començar llavors la seva activitat científica en el CSIC. Endemés, el 1944 fou escollit acadèmic de la Reial Acadèmia de Ciències Exactes, Físiques i Naturals, en la que va ingressar el 1945 amb el discurs La evolución del pensamiento físico sobre algunos aspectos del fenómeno de la visión. També fou president de la Reial Societat Espanyola de Física i Química de 1954 a 1958.

### Aportacions científiques
Les seves principals aportacions científiques es van centrar en el camp de l'Òptica geomètrica, física i fisiològica a través del grup de treball de l'Institut Daza de Valdés, una secció d'Òptica de l'Institut Alonso de Santa Cruz del CSIC que va estar dirigit pel mateix Otero de Navascués. Durant els anys quaranta, l'activitat d'Otero es va centrar principalment al món de l'òptica, aconseguint importants avanços alguns d'ells de repercussió internacional, com els estudis centrats en el rendiment fotomètric dels instruments, la miopia nocturna o la recerca en Òptica fisiològica i geomètrica.

### L'energia nuclear

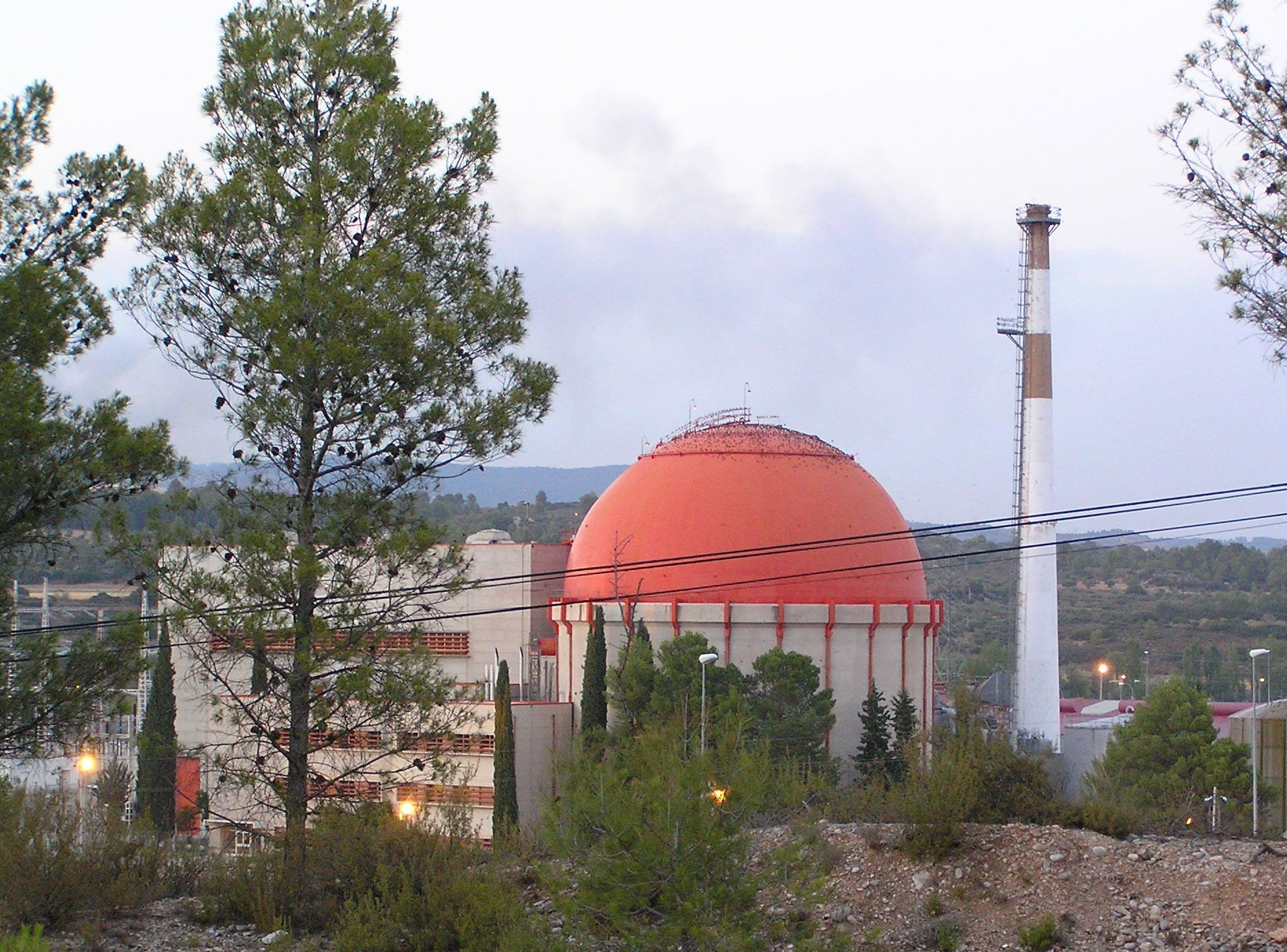
Central de José Cabrera, primera central nuclear inaugurada a Espanya (1968)

La seva relació amb el món científic nord-americà li havia proporcionat uns coneixements importants sobre el que estava ocorrent en el camp de l'energia nuclear en qüestió de reserves i coneixements tècnics.
El 1947, presenta un informe al CSIC, aconsellant que s'iniciessin les recerques sobre l'energia nuclear a Espanya després de la qual es va constituir una Comissió d'Estudis que va emprendre, com a tasca fonamental, la formació del personal que anava a constituir la primera promoció d'especialistes nuclears, així com els primers programes de recerca.
La central nuclear José Cabrera es va començar a construir al juliol de 1965, i es va finalitzar en temps rècord al març de 1968, tan sols 12 anys després de la construcció de la primera central nuclear al món (Calder Hall, a Gran Bretanya).

## Honors
Entre altres reconeixements, va rebre el 1975 la Medalla Echegaray de la Reial Acadèmia de Ciències les grans creus de l'Orde d'Alfons X el Savi, de l'Orde d'Isabel la Catòlica i del Mèrit Naval, Gran Oficial de l'Orde del Libertador San Martín i oficial de la Legió d'Honor francesa.